# 油漆奉行
油漆奉行（うるしぶぎょう）は、江戸幕府における職名の1つ。元は漆奉行と油奉行の2つの職が併設されていたが、後に油奉行が廃止され、その役務を漆奉行が兼務することになった。それに伴い油漆奉行と名を改められたが、名称変更後も役職名の読みは「うるしぶぎょう」である。

## 職務
幕府御用の漆と、木の実油・ごま油などの灯油の、収納・管理・吟味・支給・配分などを掌った他、神宝（寺社の什器）の管理も行った。
勘定奉行支配で、100俵高。焼火之間詰めで、役料100俵が支給された。勘定所遠国勤の者の中から功労のあった者がこの職に就いたという。定員は2人から4人。配下として以下の者達がつけられた。
- 手代 - 8人から12人（20俵2人扶持、勤金6両）
- 手代見習 - 2人（手当金5両）
- 同心 - 4人（20俵2人扶持）
- 油方同心 - 2人（雑用金月2分）

大手門内の下勘定所の中に「漆油方役所」があり、執務はそこで行った。

## 沿革
正保2年（1645年）4月18日に漆奉行を設置。
元禄8年（1695年）6月16日に、並置されていた油奉行が廃止され、その役務を漆奉行が兼務することとなる。この時に、油漆奉行という名称に改められる。
延享4年（1747年）4月14日、神宝方を兼務。神宝の管理も掌ることとなる。